# Abyarachryson signaticolle
Abyarachryson signaticolle é uma espécie de cerambicídeo da tribo Achrysonini (Cerambycinae), com distribuição restrita ao Chile.

## Descrição
Corpo interiramente castanho. Cabeça rugosa, com pouca pubescência. Antenas castanho claro, coberta por uma pilosidade, com as extremidades dos artículos castanho escuro. Protórax mais ou menos tão largo quanto longo, muito áspero, tendo no meio uma pequena linha e três tubérculos, um no meio e os outros dois mais adiante, além de possuir em cada lado duas linhas longitudinais e duas manchas pequenas formadas por uma pubescência cinza. A linha interna alargada e inclinada para cima, a externa reta e não ocupando mais que a metade posterior do tórax. Escutelo pubescente, de um azul-acinzentado. Élitros marrom, bastante brilhante, uniformemente cobertos por uma pontuação muito forte. Pernas marrons, ligeiramente púberes. Abdome pontuado, bastante brilhante.